# The Other Side of Down
The Other Side of Down è il terzo album in studio del cantante statunitense Kris Allen, pubblicato nel 2010.

## Tracce
1. The Other Side of Down (David Archuleta, Joy Williams, Blair Daly, Jeremy Bose) – 3:13
2. Something 'Bout Love (Archuleta, Chris DeStefano, Dave Katz, Sam Hollander) – 4:22
3. Elevator (Archuleta, Mike Krompass, Shelly Peiken) – 3:24
4. Stomping the Roses (Archuleta, Bryce Avary) – 3:01
5. Who I Am (Archuleta, Krompass, Peiken) – 3:44
6. Falling Stars (Claude Kelly, Emanuel Kiriakou, Jess Cates) – 3:35
7. Parachutes and Airplanes (Archuleta, Lindy Robbins, Matt Squire) – 3:33
8. Look Around (Archuleta, Victoria Horn, Squire) – 3:26
9. Good Place (Archuleta, Peiken, Mitch Allan) – 3:25
10. Complain (Kelly, Kiriakou, David Hodges) – 3:24
11. Things Are Gonna Get Better (Archuleta, Danielle Brisebois, Nick Lashley, A. Ander) – 3:14
12. My Kind of Perfect (Archuleta, Williams, Cindy Brouwer, Bose) – 3:37